# LGV Paris Orléans Clermont-Ferrand Lyon
La LGV Paris Orléans Clermont-Ferrand Lyon (POCL), parfois présentée comme « LGV Centre France », « LGV Centre Auvergne » ou « doublement de la LGV Paris-Lyon » est un projet de ligne à grande vitesse française. Il vise à relier notamment la région Auvergne-Rhône-Alpes à l'Île-de-France, offrant une meilleure accessibilité aux territoires du centre de la France (Rhône-Alpes, Auvergne, Bourgogne, Centre et Île-de-France) et permettant de désaturer l'actuelle LGV Sud-Est en offrant un itinéraire alternatif pour le trajet Paris-Lyon.
Nouveau maillon du réseau ferré national, le projet POCL aurait vocation à desservir à grande vitesse 11 villes entre Paris et Lyon (Orléans, Blois, Vierzon, Châteauroux, Bourges, Nevers, Montluçon, Moulins, Vichy, Clermont-Ferrand, Roanne) grâce à une circulation des trains aptes à la grande vitesse (TAGV), à la fois sur une ligne nouvelle de près de 500 km et sur le réseau existant, amélioré le cas échéant, sur près de 800 km.
Ce projet a été inscrit dans la loi du Grenelle de l'environnement de 2009 sous le nom de ligne « Paris―Orléans―Clermont-Ferrand―Lyon » pour une réalisation après 2020. Jugé non prioritaire dans un contexte financier difficile pour SNCF Réseau, le projet n'est associé, en 2023, à aucun horizon temporel de réalisation. 

## Contexte

### Desserte du centre de la France
Dans les deux anciennes régions d'Auvergne et du Limousin ainsi que dans la région Centre-Val de Loire, la mobilisation locale est importante depuis de nombreuses années pour obtenir un accès au réseau TGV. La ligne permettrait de relier plus rapidement Paris au centre de la France.

### Saturation de laLGV Sud-Est
L'augmentation continue des trafics sur l'actuelle LGV Paris-Lyon (en 2025, 50 millions de voyageurs devraient circuler sur l'axe Paris-Lyon contre 40 en 2008 et 45 en 2019), dont l'exploitation, selon la SNCF, deviendra critique à long terme créé des difficultés pour maintenir la régularité des trains et répondre à long terme à la demande de déplacements. 
Une étude du ministère de l'Équipement de 2002 avait cependant estimé que la capacité de la LGV Sud-Est, qui accueillait 75 000 voyageurs par jour cette année, avait une capacité théorique 4,5 fois supérieure, ce qui correspondrait à une limite de 120 millions de voyageurs annuels. 
Pour la SNCF, l'enjeu est financier : l'amélioration de la capacité de la ligne actuelle demanderait des investissements de l'entreprise (amélioration de l'emport des trains, nouvelles signalisations pour diminuer le délai entre deux rames, développement des procédures commerciales pour optimiser le remplissage des trains, ...). Au contraire, la construction d'une ligne nouvelle fait reposer l'investissement sur d'autres acteurs : la SNCF Réseau, l'État et les collectivités locales.
Cependant, malgré les améliorations en cours ou programmées, les études menées par SNCF Réseau font état d'une exploitation de l'actuelle LGV de plus en plus critique à l'horizon 2025. La LGV Paris-Lyon constituant la colonne vertébrale du réseau à grande vitesse français, ces difficultés auraient des conséquences sur une part importante du réseau national.
Le doublement de la LGV Paris-Lyon apparaît dès lors inéluctable : le projet POCL vise à offrir un deuxième itinéraire à grande vitesse entre Paris et Lyon.

### Saturation de lagare de Lyon-Part-Dieu

La situation du nœud ferroviaire lyonnais.

L'étoile ferroviaire lyonnaise.

La métropole de Lyon constitue un nœud ferroviaire majeur à l'échelle nationale. La ville est au centre d'une étoile située sur l'axe principal de la ligne historique PLM à la croisée des axes reliant Paris à la Méditerranée et à l'Italie d'une part ; mais aussi à la Suisse et à l'Espagne. De nombreuses antennes, vers Saint-Étienne, Vienne, Valence, Roanne, Bourg-en-Bresse, Chambéry, Grenoble, Annecy, et Genève rayonnent autour de la métropole lyonnaise. La gare de Lyon-Part-Dieu prévue à l'origine pour 35 000 voyageurs par jour en accueille aujourd'hui 85 000 voire 150 000 durant certaines périodes de pointe. L'extension de la gare en surface s'est effectuée avec la mise en service de la voie K en 2011 et L en 2022. À terme, la gare doit également accueillir les nouveaux flux de la ligne Lyon – Turin. La possibilité de la construction d'une gare souterraine à la Part-Dieu est toujours envisagée. 
La gare de Lyon-Perrache, également proche de la saturation, devrait donc absorber seule le trafic de la ligne POCL, sachant qu'elle est déjà la gare terminus de la ligne de Moret - Veneux-les-Sablons à Lyon-Perrache. Là, en dehors de la solution souterraine, il n'existe pas de réserves foncières pour une éventuelle extension de la gare. Le contexte est au contraire à l'urbanisation et à la densification des quartiers de Perrache et Confluence.

### Saturation de lagare de Paris-Gare-de-Lyon
Aujourd'hui, les terminus parisiens des villes des territoires du projet sont les gares de Lyon et de Bercy (dessertes de Nevers jusqu'à Clermont-Ferrand, desserte Paris-Lyon et au-delà) et la gare d'Austerlitz (desserte d'Orléans, Blois, Bourges, etc.).
Paris-Gare-de-Lyon est proche de la saturation. Les travaux en cours ou en projet ne suffiront pas pour accueillir à long terme l'ensemble du trafic émanant du Sud-Est et des régions Centre, Bourgogne et Auvergne à cause du nombre limité de quais. À l'inverse, la gare d'Austerlitz dispose d'une réserve de capacité intéressante, et pourrait disposer en outre d'une capacité d'accueil en gare de la Bibliothèque François-Mitterrand.
Cependant le développement des gares annexes de Bercy (pour la gare de Lyon) et de Vaugirard (pour Montparnasse) permettrait d'éviter ce problème de saturation à court terme.

### Les RERCetD
Ces deux lignes, passant par les gares de Paris-Austerlitz (RER C) et Paris-Lyon (RER D), sont en voie de saturation. Le projet POCL prévoit la création de deux voies supplémentaires au sud de la gare d'Austerlitz sur lesquelles circuleront une partie des trains de grandes lignes. Le RER C pourrait alors utiliser la totalité des sillons présents sur les quatre autres voies : deux voies lentes seraient destinées aux omnibus et deux voies rapides seraient affectées aux relations vers la grande couronne. Plusieurs variantes sont à l'étude avec, par exemple, une mise à six voies de Paris à Juvisy et un embranchement de la ligne POCL, en tunnel à la sortie de cette gare. Le RER D profiterait du report des trains Téoz Paris – Clermont et des trains Intercités Paris – Nevers à Paris-Austerlitz.
Selon le COI 2022, la mise à six voies de voies d'accès de la gare d'Austerlitz est une nécessité, POCL ou non. 
En première approche, RFF estime le nombre de sillons libérés par jour à une quinzaine sur l’axe Paris – Melun (utilisé actuellement par le RER D) et environ 45 sur l’axe Paris – Orléans (utilisé par le RER C).
Le projet POCL et le schéma directeur du RER C qui envisage la réalisation d’une troisième paire de voies entre Paris et Juvisy dans l’objectif d’une amélioration substantielle des conditions de transport sur la ligne C du RER ont vocation à converger. La réalisation d’un projet commun de voies nouvelles permettrait d’atteindre simultanément tous les objectifs : ceux des déplacements du quotidien et ceux des déplacements à grande vitesse.

### Relation est-ouest
Les régions Centre et Bourgogne voudraient une liaison à grande vitesse Est-Ouest, sans passer par Paris, entre Lyon et Tours, et au-delà vers Nantes, Rennes. La ligne de Tours à Vierzon a été totalement électrifiée en novembre 2008, celle de Vierzon à Saincaize en novembre 2011, et celle de Nevers à Dijon est projetée afin d'électrifier totalement la ligne Tours-Dijon.
Les régions Auvergne et Limousin, tout comme les Conseils économiques et sociaux régionaux d'Auvergne, du Limousin, des Pays de la Loire, de Poitou-Charentes et de Rhône-Alpes, défendent le projet Transline qui vise, en se rapprochant de l'actuelle ligne Lyon – Bordeaux, à relier plus au sud l'agglomération lyonnaise à l'ensemble de la façade atlantique via Clermont-Ferrand et Limoges. 
Une liaison Bretagne - Rhône par Orléans est aussi proposée.
La loi Grenelle 1 a inscrit ce projet de transversalité, traduit dans la carte publiée par le ministère des Transports : Projets mentionnés à l'article 11 du projet de loi de programme relatif à la mise en œuvre du Grenelle de l'environnement.
Cependant, les études présentées par RFF démontrent que tous les scénarios du projet POCL amélioreraient les relations entre l’est et l’ouest de la France. Le gain de temps apporté sur la relation Nantes – Lyon (par rapport à un itinéraire passant par l’Île-de-France) serait ainsi de 20 à 35 minutes, celui de la relation Tours-Lyon de 30 à 45 minutes. L’amélioration des relations transversales est-ouest a d’ailleurs été identifiée lors de la phase de concertation préalable au débat public comme une des attentes fortes des acteurs par rapport au projet.

## Opinions exprimées
Dans le cadre de la mission fixée par le secrétaire d'État aux Transports en octobre 2007, RFF / SNCF Réseau a proposé diverses familles de scénarios : 
- en 2011-2012, le public a été invité à se prononcer sur quatre scénarios[22] qui avaient été retenus en Comité de Pilotage d'octobre 2010 pour constituer la base du dossier soumis au Débat Public qui a eu lieu entre octobre 2011 et mars 2012. Voir dans la note en références[23] la présentation faite à Nevers.
- en 2012-2015, le public a de nouveau été consulté sur la base cette fois de deux scénarios, qui avaient été retenu par RFF/SNCF Réseau à l'issue du débat public. Voir dans la note en références[24] la présentation des deux scénarios par SNCF Réseau.

### Collectivités locales du grand centre

#### Auvergne

##### Région et départements
Le 5 février 2015, le Conseil régional d'Auvergne a délibéré pour le choix du scénario Médian, puisque la majorité des indicateurs étudiés convergent en sa faveur et a demandé à l'État de poursuivre dans les meilleurs délais les études relatives au projet de LGV POCL, afin de garantir une réalisation à l'horizon 2030 au plus tard. Cette position a été défendue à plusieurs reprises dans la presse par le président du Conseil régional René Souchon,,. 
Le 11 décembre 2014, le Conseil général de l'Allier se prononce prioritairement pour le scénario Médian, qui semble réunir les meilleures conditions de faisabilités environnementale et financière qui permettraient de voir le projet aboutir.  
Le 16 décembre 2014, le Conseil général du Puy-de-Dôme adopte un vœu exprimant sa préférence pour le scénario Médian.

##### Clermont-Ferrand
En novembre 2014, l'agence d'urbanisme Clermont-Métropole a publié une note relative au projet POCL, dans laquelle elle retrace l'historique du projet, rappelle les principales fonctionnalités pour Clermont-Ferrand et l'Auvergne, puis se focalise sur les conclusions des études remises à l'été 2014. 
Le 12 décembre 2014, Clermont Communauté a émis un vœu en faveur du scénario Médian. 
En novembre 2008, l'agence d'urbanisme Clermont-Métropole, a présenté une étude de tracé commandée par la  communauté d'agglomération de Clermont-Ferrand et le conseil régional d’Auvergne.
Celle-ci a publié une carte présentant, outre un scénario dit Rhin-Rhône, passant à l'est de la LGV actuelle, trois tracés à l'ouest:
- Gien – Nevers et  Mâcon   (environ 460 km) ;
- Orléans – Bourges – Moulins – Mâcon (environ 500 km) ;
- Orléans – Bourges –  Vichy/Moulins – Roanne (environ 490 km).

La région Auvergne a diffusé cette étude en publiant une nouvelle carte qui ajoute un quatrième scénario Orléans – Bourges – Montluçon -  Vichy– Roanne. Elle cherche en effet à obtenir un tracé le plus à l'ouest et le plus au sud possible.
En octobre 2009, les régions Rhône-Alpes et Auvergne se prononcent pour un parcours Paris-Orléans-Bourges-Moulins/Vichy-Roanne-Lyon avantageant également les régions Centre et Limousin.

#### Centre

##### Région et départements
Les élus du Conseil régional du Centre et du Conseil général de l'Allier se sont réunis le 16 février 2015 et ont adopté la motion de l'association de TGV Grand Centre Auvergne favorable au scénario Ouest, en réaction à la recommandation du Comité de pilotage du 4 février 2015 en faveur du scénario Médian. 
Le 25 septembre 2014, le Conseil général du Loiret a adopté une motion en faveur du scénario Ouest. 
Le Conseil général du Cher adopte la motion de l'association TGV Grand Centre Auvergne qui "demande au préfet de veiller au respect du calendrier, demande l'inscription immédiate des études et travaux de modernisation et d'électrification de la partie Montluçon-Bourges, soutient la modernisation de la ligne POLT, souhaite l'inscription de POCL au titre de la révision du RTE-T. 

##### Bourges
L'association Bourges-TGV défend un passage par Orléans, Bourges/Vierzon et Vichy avec des raccordements vers Châteauroux et Clermont. Elle propose aussi un barreau entre Courtalain (embranchements de la LGV Atlantique vers Le Mans et Tours) et Orléans ainsi que de Tours à Bourges.

#### Bourgogne

##### Région et départements
Depuis 2012, la Région défend une position favorable au scénario Médian. Elle a réitéré sa position en novembre 2014. Le Conseil général de la Nièvre défend également cette position et a délibéré en faveur du Médian le 21 octobre 2014. 

##### Nevers
La ville de Nevers souhaite un tracé direct Lyon-Nevers, puis un Nevers-Paris via Bourges. Elle ambitionne également de devenir un nœud du réseau grande vitesse via des raccords Clermont-Nevers et Tours-Nevers.

#### Rhône-Alpes

##### Région et départements
Le président de la Région Rhône-Alpes, Jean-Jack Queyranne, s'est prononcé en faveur du scénario médian aux côtés du président de la Région Auvergne en novembre 2014. 

##### Roanne
La ville de Roanne défend un tracé passant par Orléans, Bourges, Vichy/Moulins et Roanne. Un colloque a été organisé le 13 octobre 2009 à Roanne avec des représentants des régions Rhône-Alpes et Auvergne et des villes de Clermont-Ferrand, Roanne, Saint-Étienne et Vichy. Toutes ces collectivités défendent le tracé le plus au sud qui permettrait d'améliorer la desserte de Clermont-Ferrand mais aussi de Saint-Étienne (des TGV Saint-Étienne–Paris passeraient par Roanne pour rejoindre la LGV). Une gare pourrait être créée aux alentours de Roanne.
Un raccordement à la ligne Paris-Toulouse (POLT) à partir de Bourges, permettrait d'effectuer le parcours Paris - Limoges en 2 h : la LGV Centre France pourrait justifier l'abandon du projet de LGV Poitiers - Limoges qui présente l'inconvénient de saturer la LGV Atlantique entre Massy et Courtalain.
L'hypothèse d'un tracé de la ligne par Roanne est repoussé en janvier 2018 par Emmanuel Macron, alors président de la République. Selon le maire de Roanne Yves Nicolin, il s'agit d'une erreur déjà commise en son temps par François Mitterrand : « Le Président de la République Emmanuel Macron, comme son prédécesseur socialiste François Hollande, soutenus par la député locale, qui ne considère pas ce projet comme prioritaire, ont stoppé ce projet et en porteront la responsabilité. C’est une erreur stratégique nationale. ». Il y a néanmoins lieu de garder espoir selon lui, un gouvernement ultérieur pouvant revenir sur cette décision.

### SNCF
Les prévisions de trafic induites par la desserte des régions Centre et Auvergne sont limitées à deux millions de voyageurs par an. La SNCF défend donc un tracé plus à l'est, par Gien et Nevers. Cette voie de 430 km, apte à des vitesses de 360 km/h permettrait de gagner entre 15 et 20 minutes sur les Paris-Lyon et entre 20 et 25 minutes sur les Paris-Marseille. Des raccords vers Orléans et Bourges porteraient le linéaire de voie nouvelle à construire à 600 km, pour un coût total de 12 milliards d'euros.
Les suppositions ci-après sont à revoir, en se référant au document du dossier technique récemment publié ici  : 
(La LGV devrait couper l'actuelle ligne Moret-Veneux-les-Sablons - Lyon-Perrache entre Saincaize et Saint-Germain-des-Fossés. Au niveau du croisement des deux lignes, seraient construits des raccordements et une gare destinée aux relations intersecteurs).

### Comité de pilotage
Le Comité de pilotage du projet POCL s'est réuni le 4 février 2015. Il réunit, sous l'autorité du préfet de la région Auvergne, coordinateur des études, l'État, les 5 Régions concernées par le projet (Île-de-France, Centre, Bourgogne, Auvergne, Rhône-Alpes), SNCF Réseau. Le préfet coordinateur a tiré le bilan du processus d'études et de concertation engagé de 2012 à 2015 : « Le scénario médian apparaît comme le plus adapté pour atteindre le double objectif d'aménager le territoire et de doubler Paris-Lyon, dans de meilleures conditions environnementales et socio-économiques. Ce scénario est soutenu par les Conseils régionaux Auvergne, Bourgogne, Rhône-Alpes, Île-de-France. Le Conseil régional Centre confirme sa position en faveur du scénario Ouest. »

#### RFF / SNCF Réseau
Le projet POCL figure sur le site de SNCF Réseau. Il prévoit l'insertion de la LGV au départ de la gare de Paris - Austerlitz, la desserte des capitales régionales d'Orléans et de Clermont-Ferrand, mais également de Blois, Vierzon, Châteauroux, Bourges, Montluçon, Nevers, Moulins, Vichy et Roanne.

### Débat public
Le débat public s'est ouvert à Clermont-Ferrand le 4 octobre 2011. Il a porté sur l'étude comparative de quatre tracés, deux variantes compatibles avec trois des quatre tracés et trois options. D'après le site du débat public, les hypothèses suivantes ont été abandonnées :
- doublement sur place de la LGV Paris-Lyon ;
- utilisation des branches ouest et sud de la LGV Rhin-Rhône ;
- aménagement et création de shunts sur les lignes existantes Paris - Clermont et Paris - Chateauroux.

### Organisation d'un débat public
Le projet de ligne à grande vitesse Paris - Orléans - Clermont-Ferrand - Lyon a fait l'objet d'une saisine de la Commission nationale du débat public le 17 janvier 2011. Un coût de 12,2 à 14 milliards d'euros est annoncé. Le 2 mars 2011, la CNDP a décidé l'organisation d'un débat public par une commission particulière dont la présidence a été confiée à Michel Gaillard. Celui-ci se déroule du 3 octobre 2011 au 31 janvier 2012.

### Dossier du maître d'ouvrage
Lors du débat public, RFF a présenté un dossier comprenant les scénarios de tracés possibles ainsi que les dessertes envisagées avec différentes variantes et options à débattre. Ce dossier réunit donc les différentes propositions de projets pour la nouvelle ligne à grande vitesse.

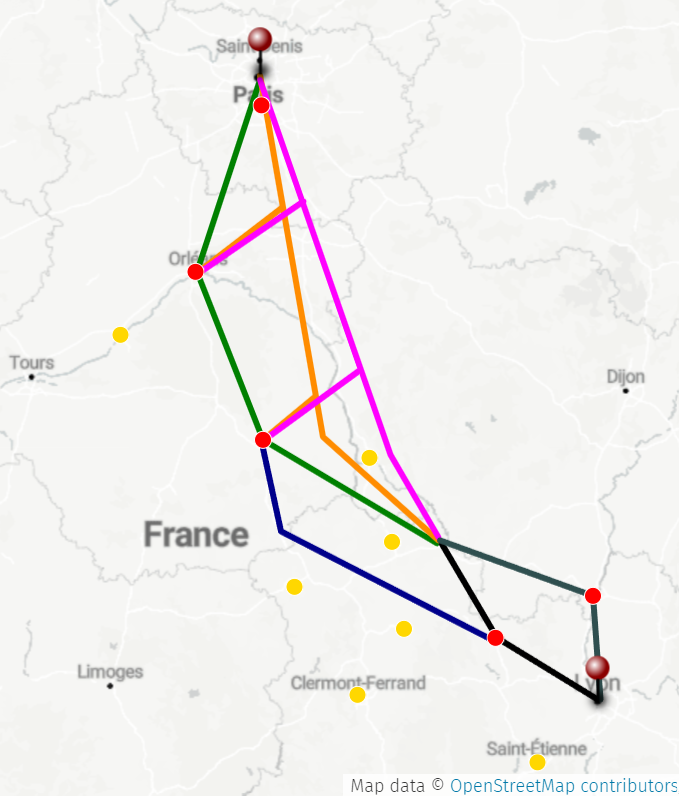
Schéma des différents scénarios de la LGV POCL : Ouest-sud (bleu); Ouest (vert); Médian (orange); Est (Rose) avec les variantes Roanne (Noir) et Macon (gris). Les villes sur la LGV sont en rouge et celles desservies en jaune. Cliquez pour zoomer

#### Tracés
Les quatre tracés ayant été soumis au débat public sont :
- le tracé Ouest en arc de cercle passant à proximité d'Orléans, Bourges et Moulins ;
- le tracé Médian tirant plein sud depuis Paris et passant à l'ouest de Nevers avec une gare de correspondance à proximité de Saincaize et deux branches vers Orléans et Bourges ; un barreau complémentaire est prévu au niveau d'Issoudun pour la desserte de Chateauroux ;
- le tracé Est contournant Nevers par l'est avec une gare nouvelle de type « gare à betteraves » à l'extérieur de la ville et deux branches vers Orléans et vers Bourges sensiblement plus longues que dans le cas du tracés Médian ;
- le tracé Ouest-Sud, ajouté à la demande du conseil régional d'Auvergne, reprenant le tracé Ouest jusqu'au secteur de Bourges puis passant à proximité de Montluçon et de Vichy avec une gare de correspondance baptisée provisoirement « Vichy-Moulins ».

Des variantes locales sont prises en compte mais ne feront l'objet de décisions qu'ultérieurement : contournement d'Orléans par l'ouest ou par l'est, contournement de Bourges par le nord ou le sud, implantation d'une gare à proximité de Saincaize sur la ligne de Bourges ou de Moulins, etc. 
Tous les tracés comportent de nombreux raccordements vers le réseau classique afin de desservir, chaque fois que c'est possible, les gares existantes et d'éviter les « gares betteraves ».

#### Variantes
Le débat public a pris en compte deux variantes :
- la variante Mâcon prévoyant un parcours commun avec l'actuelle LN1 entre la gare de Mâcon-Loché et Montanay ; cette variante « renforce les fonctionnalités existantes » et n'est pas compatible avec le tracés ouest-sud ;
- la variante Roanne prévoyant un passage au nord de cette ville qui pourrait être desservie soit par une nouvelle gare, soit par un double raccordement ; cette variante « crée de nouvelles fonctionnalités » et permet en particulier de gagner une heure sur le parcours Clermont - Lyon.

#### Options
Trois options sont étudiées :
- l’arrêt des trains province – province à Orly, avec la création d’une gare souterraine sous la gare d'interconnexion sud des LGV[61] ;
- l'accès direct à Saint-Étienne depuis Roanne : il nécessite un double raccordement à Roanne et l'électrification/modernisation de la ligne Roanne – Saint-Étienne. Cette option permet de gagner 30 minutes sur le parcours Paris – Saint-Étienne. Elle n'est compatible qu'avec la variante Roanne [62];
- l'accès direct à la gare de Lyon-Perrache pour permettre une meilleure répartition entre les deux grandes gares du centre de Lyon : Lyon-Perrache et Lyon-Part-Dieu[63]. Le raccordement est plus facile à insérer dans le cas de la variante Roanne.

À la suite des remarques et suggestions apparues lors des premières réunions, la CNDP a étudié des options supplémentaires comprenant :
- un raccordement à Gien, compatible avec le « scénario médian », permettant une desserte du Val de Loire entre Gien et Nevers[64] ;
- un contournement du secteur d'Étampes par l'ouest évitant la traversée du Parc naturel régional du Gâtinais français[65] ;
- deux variantes du « scénario ouest-sud » contournant la forêt de Tronçais respectivement par l'est et par l'ouest[66] ;
- un raccordement au sud de Moulins compatible avec le « scénario ouest-sud » (au niveau de la nouvelle gare de Moulins-Vichy), ou avec les trois autres scénarios (à l'est de Moulins sur la ligne de Paray-le-Monial)[67] ;
- une branche d'une vingtaine de kilomètres reliant la LGV POCL à l'actuelle ligne Paris - Clermont-Ferrand afin de faciliter les liaisons entre Lyon et Clermont-Ferrand. Cette option est inutile dans le cas du « scénario ouest-sud »[68].

#### Dessertes étudiées
Le projet POCL recouvre plusieurs aspects : en plus du doublement de l'actuelle liaison Paris-Lyon, le débat public étudie la desserte, depuis Paris et Lyon, d'un ensemble d'aires urbaines situées sur un vaste territoire comprenant :
- les capitales régionales : Orléans et Clermont-Ferrand ;
- des aires urbaines moyennes desservies par des TGV : Blois, Vierzon, Bourges, Châteauroux, Nevers, Montluçon, Moulins, Vichy : 
  - dans le cas de la variante Roanne : Roanne et Saint-Étienne,
  - dans le cas de la variante Mâcon : Mâcon ;
- d'autres aires urbaines de moindre importance ou situées au-delà des limites du projet, desservies par des correspondances TGV/TER : Romorantin, Issoudun, La Souterraine, Saint-Amand-Montrond, Guéret, Cosne-Cours-sur-Loire, Riom, Thiers, Ussel, Issoire, Le Puy-en-Velay, Aurillac, etc.

Sont également prévues des liaisons transversales (ex. : Lyon-Nantes) et intersecteurs (Clermont-Ferrand - Lille). Compte tenu du nombre réduit de trains concernés (les TGV intersecteurs provenant du sud-est resteront sur la LN1), les échanges entre la LGV POCL et la LGV d'interconnexion s'effectueront par la ligne de grande ceinture et le raccordement de Valenton : un arrêt pourrait être marqué à Juvisy. Le trafic intrasecteur induit par POCL est considéré comme extrêmement modeste (quelques relations entre Clermont-Ferrand, Bourges et Orléans).

### Synthèse du débat public

#### Participation
La participation au débat public s'est avérée importante (c'est la seconde audience derrière le projet du Grand Paris) comme le montrent les chiffres suivants :
- 14 000 participants aux 27 réunions publiques organisées dans les 5 régions concernées par le projet[70];
- 220 cahiers d'acteurs[71] ;
- 564 questions posées sur le site[72] ;
- 998 avis et 789 contributions [73];
- Entre 1 300 et 1500 articles de presse (écrite, radio, tv, etc.)[74].

#### Ce que la CNDP retient du débat public
Les points de quasi-consensus concernent :
- l’opportunité du projet liée à sa dimension d’aménagement du territoire ;
- l’inadéquation du scénario « Est » relativement à cette dimension ;
- le passage par Roanne plutôt que par Mâcon ;
- la demande d’une modernisation « rapide » des lignes classiques intégrées au projet POCL ;
- en Île-de-France, la contribution du projet à la nécessité de désaturer les lignes du sud francilien (Transilien et RER C)[75].

Des études à mener et une concertation à approfondir concernent :
- la finalisation du choix de scénario de tracé dans les régions du Grand Centre ;
- la création de nouvelles gares et leur localisation ;
- le choix d’un scénario de tracé en Île-de-France ;
- le choix des gares en Île-de-France, la création d’une gare à Orly ;
- l’« option » de Saint-Etienne ;
- le financement du projet.

## Décision de RFF à la suite du débat public
Lors de sa séance du 7 juin 2012, le conseil d'administration de RFF arrête sa décision
RFF décide d'étudier les conditions de la poursuite du projet de LGV POCL par une étape préliminaire aux études préalables à l'enquête d'utilité publique, d'une durée d'un an, sur la base des orientations suivantes :
1. Confirmer les objectifs initiaux du projet ;
2. Retenir comme objectif complémentaire la desserte Clermont-Ferrand - Lyon ;
3. Définir les conditions de la faisabilité financière du projet ;
4. Approfondir l'évaluation socio-économique du projet ;
5. Retenir les scénarios Ouest et Median dans leur variante Roanne avec adaptations possibles en Île-de-France, en Région Centre et en Auvergne ;
6. Approfondir les sujets suivants ;
  - l'horizon de saturation de la LGV Paris-Lyon,
  - l'évaluation du risque d'impact environnemental par comparaison Sologne / Sancerrois,
  - les performances des dessertes,
  - l'articulation du projet avec la modernisation du réseau existant et avec les autres projets de LGV,
  - les conditions de la pertinence d'une réalisation phasée,
  - en Île-de-France, la possibilité de développer une approche commune aux transports à grande vitesse et aux transports quotidiens ;
7. Mener les études complémentaires nécessaires sous l'égide d'un comité de pilotage.

Comme indiqué sur son site internet, RFF s’engage à poursuivre les études et la concertation pour réunir les conditions de la réussite du projet POCL. Pendant cette étape, des études et une concertation les plus denses possibles permettront de définir, en lien avec tous les acteurs, un scénario amélioré, sur la base des scénarios Ouest et Médian (comme le montre une nouvelle carte élaborée à cet effet), dans leur variante Roanne, en recherchant les adaptations possibles, notamment :
- en Île-de-France pour prendre en compte les conclusions du débat public ayant conduit à l’élargissement de l’option de passage à l’ouest d’Étampes et à un passage préférentiel au droit de Juvisy et Brétigny plutôt que par Lieusaint ;
- en région Centre pour tenir compte des forts enjeux environnementaux, agricoles et viticoles (Sologne, forêt d’Orléans, Sancerrois…), et des attentes exprimées sur l’équilibre de la desserte de la région (Orléans, Vierzon, Châteauroux, Nevers, Bourges, Gien…) ;
- en Auvergne pour répondre à l’attente d’une liaison optimisée avec la ligne existante Paris – Clermont qui permette une desserte  grande vitesse efficace des villes auvergnates, au premier rang desquelles Clermont-Ferrand.

## Coût et financement
Selon le dossier du maître d'ouvrage, le coût du projet est évalué à environ 12 900 000 000 € (15 981 590 700 €2024), pour les deux grands scénarios retenus par Réseau Ferré de France à la suite du débat public (scénarios Ouest et Médian). Il s’agit d’une estimation financière, qui sera affinée au fur et à mesure que le projet gagnera en précision. 
Les études préparatoires au débat public ont été financées par l’État, RFF et les régions partenaires : Auvergne, Bourgogne, Centre, Île-de-France, Rhône-Alpes. Le financement des phases ultérieures d’études et de la réalisation du projet fera l’objet de nouveaux accords. À ce stade, il est trop tôt pour définir le mode de réalisation et le montage financier du projet : la répartition des financements entre les différents partenaires est de plus en plus souvent bouclée après l’enquête publique. 
Néanmoins, les régions ont refusé de financer la moitié de cette ligne comme le demandait l'État et ont proposé un montage 66/33 % qu'elles estiment plus équilibré.
D'après les éléments apportés par Vincent Doumayrou dans La fracture ferroviaire, le financement ne pourra pas provenir de la SNCF qui ne pense plus que de nouvelles LGV soient rentables. Guillaume Pepy réfléchirait à une nouvelle stratégie pour l'entreprise qui mettrait un numerus clausus sur des LGV et des TGV supplémentaires.